# Кавказская горная обсерватория ГАИШ МГУ
Кавка́зская го́рная обсервато́рия ГАИ́Ш МГУ (КГО ГАИШ МГУ) — исследовательская и учебная астрономическая обсерватория, принадлежащая ГАИШ МГУ. После распада СССР многие обсерватории остались за пределами России. В связи с необходимостью обучения студентов на современном оборудовании было принято решение о строительстве обсерватории.

## История обсерватории
В январе 2006 года Правительство Российской Федерации приняло решение о выделении 14,2 млн € на закупку 2,5-метрового телескопа для МГУ. В октябре того же года был подписан контракт между SAGEM-REOSC MAVEG GmbH и МГУ на поставку 2,5 м телескопа. А спустя два месяца, в декабре, началось проектирование жилых и технических помещений.
В июле 2007 был установлен и запущен астроклиматический пост. В июле 2008 года был установка и введена в эксплуатацию вторая установка МАСТЕР-WFC4. В июле 2009 года был установлен и запущен МАСТЕР-II.
Обсерватория основана в 2009 году на северо-восточном гребне горы Шатджатмаз, Республика Карачаево-Черкесия, Россия в 30 км к югу от Кисловодска.
В августе 2012 года был установлен купол 2,5 м телескопа. В апреле 2013 года начался монтаж монтировки телескопа. Первый свет был получен в ноябре 2014 года.
Официальное открытие обсерватории состоялось 13 декабря 2014. Основным инструментом обсерватории является 2,5-метровый оптический телескоп-рефлектор. Площадь обсерватории около 8 га. В состав обсерватории входит установка МАСТЕР-Кисловодск. Полный штат обсерватории насчитывает около 30 человек. В местном штате КГО только технические и инженерные работники, научные сотрудники работают на обсерватории в режиме командировок. По соседству, менее 500 м на северо-запад от КГО, расположена Кисловодская горная астрономическая станция.

### Руководители обсерватории
- Кортунов Пётр Васильевич — начальник КГО (2009—2016)[8]
- Шатский Николай Иванович — начальник КГО (2016 — н. в.)

## Инструменты обсерватории

### Зеркальный 2,5 м телескоп
Оснащен пятью портами (1 фокус Кассегрена и 4 фокуса Несмита) с возможностью автоматического оперативного переключения. Планируемый список навесного оборудования:
- ПЗС-фотометр (4k × 4k ПЗС-камера на основе 2 приёмников E2V CCD44-82 производства института Н. Бора с фильтрами (UBVRI, SDSS и узкополосные) для видимого диапазона
- ИК-камера-спектрометр (ИК-детектор с рабочим полем 1k × 1k), фильтры J, H, Ks, K, Fe, Methane; гризмы с R~1500 с кросс-дисперсией
- Спекл-камера на основе EMCCD
- Оптический спектрограф низкого разрешения
- Оптико-волоконный спектрограф высокого разрешения

### Астроклиматический пост[9]
Работает в штатном режиме с июля 2007 года. В задачи входит сбор статистики и поддержка наблюдений на основном телескопе.
- 12-дюймовый MEADE RCX400 с прибором MASS/DIMM, который установлен на колонне примерно 5 м над уровнем земли

### МАСТЕР-Кисловодск[10]
Работает в штатном режиме с 2007 года. В задачи системы входит мониторинг неба: наблюдения гамма-всплесков, вспышек сверхновых, поиск астероидов и т. п.
- МАСТЕР II — 2 светосильных телескопа системы Гамильтона (D = 400 мм, F = 1000 мм, поле зрения — 1,5°) на одной монтировке ASTELCO NTM500 + ПЗС-камеры Apogee Alta-16U.
- МАСТЕР-VWF4 (2 одинаковые установки, разнесённые на 900 метров) — две 11-МПкс ПЗС-камеры Prosilica (Allied Vision Technologies), оснащённые фото-объективами Carl Zeiss Planar T* 85/1.4 ZF. Общее поле зрения 4060(°)2.

## Направления исследований
КГО:
- Звёздная астрономия и астрофизика
- Внегалактическая астрономия, включая космологию
- Информационные технологии
- Физика и небесная механика планет, экзопланет, малых тел Солнечной системы
- Гравиметрия и геодинамика (включая методы РСДБ)
- ИК-астрономия
- Методы высокого углового разрешения

МАСТЕР:
- Послесвечения гамма-всплесков
- Поиск и фотометрия сверхновых (особенно типа Ia)
- Поиск, фотометрия и астрометрия астероидов
- Наблюдения метеоров (с определением высоты)
- Выявление ярких транзиентов (до 10 зв. вел.) на широких полях в видеорежиме
- Искусственные спутники Земли
- Экзопланеты

## Основные достижения
- К 15 ноября 2009 года на установке «МАСТЕР II» снято около 11 000 изображений неба. Автоматически отождествлены около 3500 астероидов, проведены многоцветные фотометрические наблюдения 10 сверхновых звёзд I-го типа[11].

## Интересные факты
- За ночь наблюдений получается 700 Гб данных[12].
- На ЭВМ обсерватории установлены операционные системы Ubuntu, Fedora и openSUSE[13][14][15].
- Монтировка 2,5 м телескопа изготовлена в городе Нанкин, Китай. Зеркала изготовлены французским концерном Sagem-REOSC.

## Статьи
- Кавказская горная обсерватория ГАИШ. Вид с Кавказа.
- Новый 2,5 метровый телескоп для ГАИШа.
- В Кисловодске начинается строительство астрономической обсерватории

Фоторепортажи
- Марат Гизатулин. Что под главным куполом КГО ГАИШ МГУ. ЖЖ (31 июля 2015). Дата обращения: 17 января 2017.